# Yaé, ma petite voisine
Pour plus de détails, voir Fiche technique et Distribution.
Yaé, ma petite voisine (隣の八重ちゃん, Tonari no Yae-chan) est un film japonais de Yasujirō Shimazu sorti en 1934.

## Synopsis
Les Arai et les Hattori sont voisins et vivent en bonne harmonie. Keitaro entraine son frère Seiji au baseball afin de participer au tournoi de Koshien, ce qui n'est pas sans provoquer quelques bris de verre et l'intervention du vitrier. Keitaro et Yaeko, la fille des Hattori aiment à se chamailler et partagent une affection inexprimable. Leurs pères ont l'habitude de vider quelques coupes de saké le soir en dissertant sur leur travail respectif sous l’œil bienveillant de leurs femmes.
Cette douceur de vivre est cependant une première fois troublée lorsque Kyoko, la sœur ainée de Yaeko, quitte son mari volage et revient s'installer chez ses parents. Yaeko n'apprécie guère de voir sa sœur faire du gringue à un Keitaro quelque peu embarrassé par la situation. Mais un jour Kyoko fugue, elle disparait sans laisser de traces et les recherches pour la retrouver restent vaines. Dans le même temps, Ikuzo Arai apprend sa mutation en Corée.
Très affectés par la disparition de leur fille Kyoko, les Hattori décident de déménager mais Yaeko, à la grande joie de Keitaro et de Seiji, est confiée en pension chez les Arai, le temps de finir ses études.

## Fiche technique

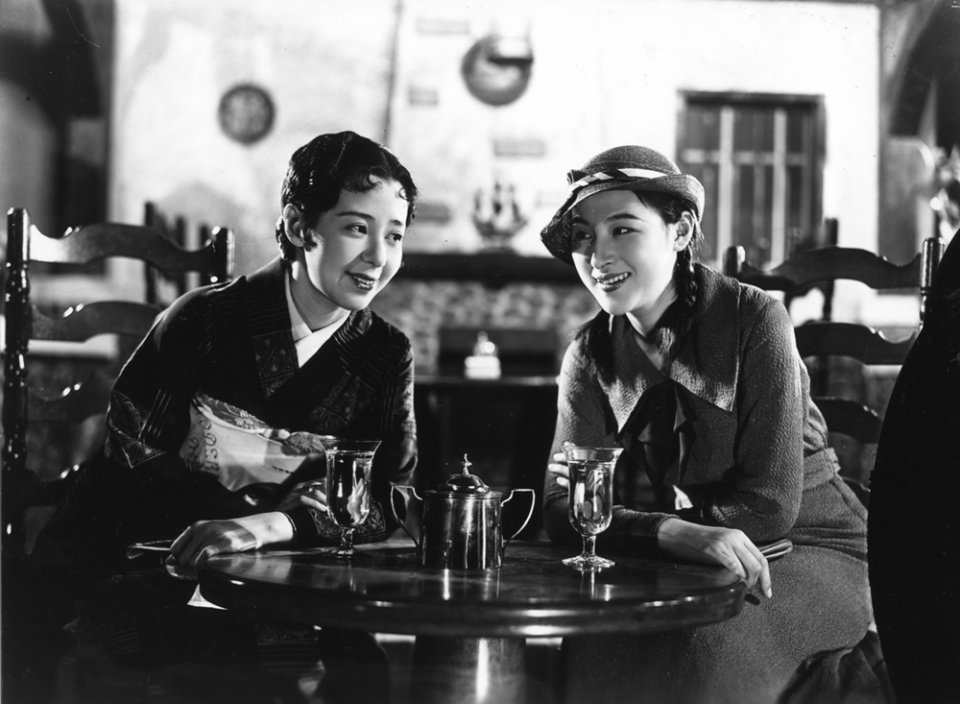
Yoshiko Okada et Yumeko Aizome

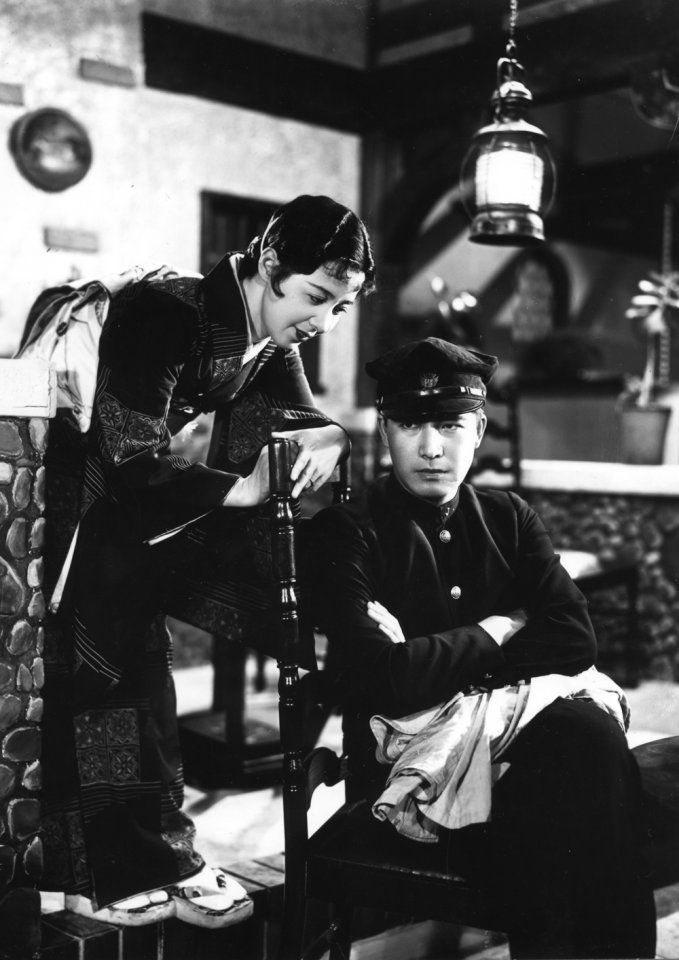
Yoshiko Okada et Den Obinata

- Titre français : Yaé, ma petite voisine[1]
- Titre original : 隣の八重ちゃん (Tonari no Yae-chan?)
- Réalisation : Yasujirō Shimazu
- Scénario : Yasujirō Shimazu
- Photographie : Takashi Kuwabara
- Musique : Hikaru Saotome
- Assistants réalisateurs : Akira Kiyosuke, Takeshi Satō, Shirō Toyoda et Kōzaburō Yoshimura
- Société de production : Shōchiku
- Pays d'origine :  Empire du Japon
- Langue originale : japonais
- Format : noir et blanc — 1,37:1 — 35 mm — son mono
- Genre : comédie dramatique
- Durée : 79 minutes[2] (métrage : 9 bobines - 2 171 m[2])
- Date de sortie :
  - Empire du Japon : 28 juin 1934[2]

## Distribution
- Yumeko Aizome : Yaeko
- Den Obinata : Keitaro
- Yoshiko Okada : Kyōko, la sœur de Yaeko
- Akio Isono : Seiji, le frère de Keitaro
- Yūkichi Iwata : Shosaku Hattori, le père de Yaeko et de Kyōko
- Chōko Iida : Hamako, la mère de Yaeko et de Kyōko
- Ryōtarō Mizushima : Ikuzo Arai, le père de Keitaro et Seiji
- Fumiko Katsuragi : Matsuko, la mère de Keitaro et Seiji
- Sanae Takasugi : Etsuko Manabe, l'amie de Yaeko
- Shozaburo Abe : le vitrier

## Autour du film
Yaé, ma petite voisine est considéré comme l'une des œuvres les plus représentatives de Yasujirō Shimazu, appartenant au genre du Shomingeki des années 1930, genre qui s'attache à décrire de manière réaliste la vie des gens de la classe moyenne.